# Bükkös pókhálósgomba
A bükkös pókhálósgomba (Cortinarius anserinus) a pókhálósgombafélék családjába tartozó, Európában honos, bükkösökben élő, nem ehető gombafaj. 

## Megjelenése
A bükkös pókhálósgomba kalapja 4-12 cm széles, fiatalon félgömb alakú, majd domborúan, idősen laposan kiterül. Felszíne középen gyakran hullámos, sima vagy ráncos, a széle felé benőtten szálas; nedves időben tapadós, zsírosan fénylő. Széle sokáig begöngyölt, majd felhajló. Színe okkerolív, okkerbarna, szalmasárga, bőrsárga vagy bézs, többé-kevésbé okkeresen foltos lehet. 
Húsa kemény, színe fehér (a tönkben lilás). Szaga édeskés, gyümölcsös (szilvaszerű), íze nem jellegzetes, a kalapbőrnél keserű.  
Sűrű lemezei tönkhöz nőttek. Színük eleinte halvány szürkéskék, majd okkeres, idősen vörösesbarna színűek.
Tönkje 5-9 cm magas és 0,6-2 cm vastag. Alakja hengeres, vaskos, a tövénél gumósan megvastagodott. Színe fehéres, esetleg okkeresen foltos. Részleges burka kezdetben ibolyás-, kékes, majd sárgássá váló gallérzónát alkot.
Spórapora vörösbarna. Spórája citrom alakú, szemölcsös, mérete 9-12 x 5,5-7 µm.  

### Hasonló fajok
Az ánizsszagú pókhálósgomba, a lilásperemű pókhálósgomba, a szálaskalapú pókhálósgomba hasonlít hozzá. 

## Elterjedése és termőhelye
Közép- és Észak-Európában honos. Magyarországon helyenként gyakori.
Lombos erdőkben, főleg bükkösökben él, inkább meszes talajon. Nyáron és ősszel terem. 
Nem ehető. 